# Morteza Mahjoub
Morteza Mahjoub (persisch مرتضی محجوب, beim Weltschachbund FIDE Morteza Mahjoob Zardast; * 20. März 1980 in Teheran) ist ein iranischer Schachspieler.
Die iranische Einzelmeisterschaft konnte er zweimal gewinnen: 2005/06 und 2008/09. Er spielte für Iran bei sechs Schacholympiaden: 2000 bis 2010. Außerdem nahm er fünfmal an den asiatischen Mannschaftsmeisterschaften (2003 bis 2012) und an den Mannschaftsweltmeisterschaft 2001 teil.
Im Jahre 2007 wurde ihm der Titel Großmeister (GM) verliehen und seit 2016 trägt er den Titel FIDE Senior Trainer.
Am 13. August 2009 stellte er in Teheran einen Rekord im Simultanschach auf, indem er in 18 Stunden gegen 500 Gegner spielte (+397, =90, −13).
| Hier fehlt eine Grafik, die leider im Moment aus technischen Gründen nicht angezeigt werden kann. Wir arbeiten daran! |